# Tenacious D (album)
Albums de Tenacious D
The Pick of Destiny
(2006)
Tenacious D, est le premier album studio éponyme du groupe de rock humoristique Tenacious D. Il est sorti le 25 septembre 2001.

## Enregistrement
En mai 2000, Tenacious D signe avec le label Epic Records. La notoriété grandissante de Jack Black leur permet d’enregistrer leur album avec les Dust Brothers, producteurs de bandes originales de films. Bien que Tenacious D soit initialement un duo, l’album est enregistré avec des musiciens supplémentaires, pour la plupart des amis influents du groupe tel que le batteur Dave Grohl du groupe Nirvana, le claviériste Page McConnell de Phish, le guitariste Warren Fitzgerald des Vandals et le bassiste Steven Shane McDonald de Redd Kross. D’après Black, l’idée est venue d’enregistrer l’album avec un groupe car « personne ne les avait jamais entendus avec un groupe ». La plupart des chansons de l’album sont extraites de la mini-série du même nom diffusée sur HBO.

## Analyse
Le premier single, Tribute est un hommage à la meilleure chanson du monde que les deux musiciens de Tenacious D se vantent d’avoir interprété pour sauver leurs âmes d'un démon, l’ironie résidant dans le fait qu’ils furent incapables de se souvenir de cette chanson et que Tribute ne sonne pas du tout comme celle-ci. Le clip fut produit par Liam Lynch et fut nommé « cinquantième meilleure clip de tous les temps » par les lecteurs du magazine Kerrang!. Le second single, Wonderboy, eût également un clip réalisé par Spike Jonze. Un troisième clip fut créé par John Kricfalusi pour la chanson Fuck Her Gently : il s’agissait d’un dessin animé érotico-comique mettant en scène Black et Gass en anges donnant une leçon de sexe au diable en personne.
L’album contient également la chanson Dio, un hommage au chanteur Ronnie James Dio qui lui reproche ironiquement d’être trop vieux pour continuer à faire du rock. La chanson a plu à Dio qui s’est lié d’amitié avec Tenacious D et les a invités à faire une apparition dans le clip d’une de ses chansons, Push, extraite de l'album Killing the Dragon. Une édition limitée de l’album sortit aux États-Unis en 2002 sous le nom de D Fun Pack et contenait un sketch et une version acoustique de Jesus Ranch et Kyle Quit The Band ainsi qu’un remix de Mocean Worker. Le DVD The Complete Masterworks contient l’intégralité de la mini série diffusée par HBO ainsi qu’un concert enregistré en 2002 durant lequel presque tous les titres du premier album ont été joués.

## Liste des titres
| 1.    | Kielbasa                                      | 3:00 |
| 2.    | One Note Song (skit)                          | 1:23 |
| 3.    | Tribute                                       | 4:08 |
| 4.    | Wonderboy                                     | 4:06 |
| 5.    | Hard Fucking (skit)                           | 0:35 |
| 6.    | Fuck Her Gently                               | 2:03 |
| 7.    | Explosivo                                     | 1:55 |
| 8.    | Dio                                           | 1:41 |
| 9.    | Inward Singing (skit)                         | 2:13 |
| 10.   | Kyle Quit The Band                            | 1:29 |
| 11.   | The Road                                      | 2:18 |
| 12.   | Cock Pushups (skit)                           | 0:48 |
| 13.   | Lee                                           | 1:02 |
| 14.   | Friendship Test (skit)                        | 1:30 |
| 15.   | Friendship                                    | 1:59 |
| 16.   | Karate Schnitzel (skit)                       | 0:36 |
| 17.   | Karate                                        | 1:05 |
| 18.   | Rock Your Socks                               | 3:32 |
| 19.   | Drive-Thru (skit)                             | 3:00 |
| 20.   | Double Team                                   | 3:10 |
| 21.   | Medley: City Hall / I Believe / Malibu Nights | 9:02 |
| 50:35 |                                               |      |

## Réception
En 2001, l’album Tenacious D sort mais ne rencontre pas un énorme succès immédiatement. Il se classe trente troisième au classement Billboard 200 le 13 octobre 2001. Bien que les réactions des critiques soient très variées, l’album devient disque de Platine aux États-Unis en novembre 2005. Le magazine Entertainment Weekly décrivit l’album comme « hilarant ». AllMusic écrivit que l’album « assurait grave » (« rocks so damn hard ») mais déplorait l’absence de certaines chansons du show télévisé. Flak Magazine critiqua la présence de sketches entre les chansons, les décrivant à la fois comme « distrayant » mais « ennuyeux ». The Independent constata que l’album contenait trop de « jurons et d’humour scatologique » et était « dénué de la moindre once d’humour ».